# 西店子古城
西店子古城，位于中国河北省邯郸市西店子，为邯郸市武安市的一个省级文物保护单位，类型为古遗址，公布时间为1982年7月23日。
西店子古城的历史年代为战国、汉。